# Poupée
Pour les articles homonymes, voir Poupée (homonymie).
 (mai 2012).
Si vous disposez d'ouvrages ou d'articles de référence ou si vous connaissez des sites web de qualité traitant du thème abordé ici, merci de compléter l'article en donnant les références utiles à sa vérifiabilité et en les liant à la section « Notes et références ».

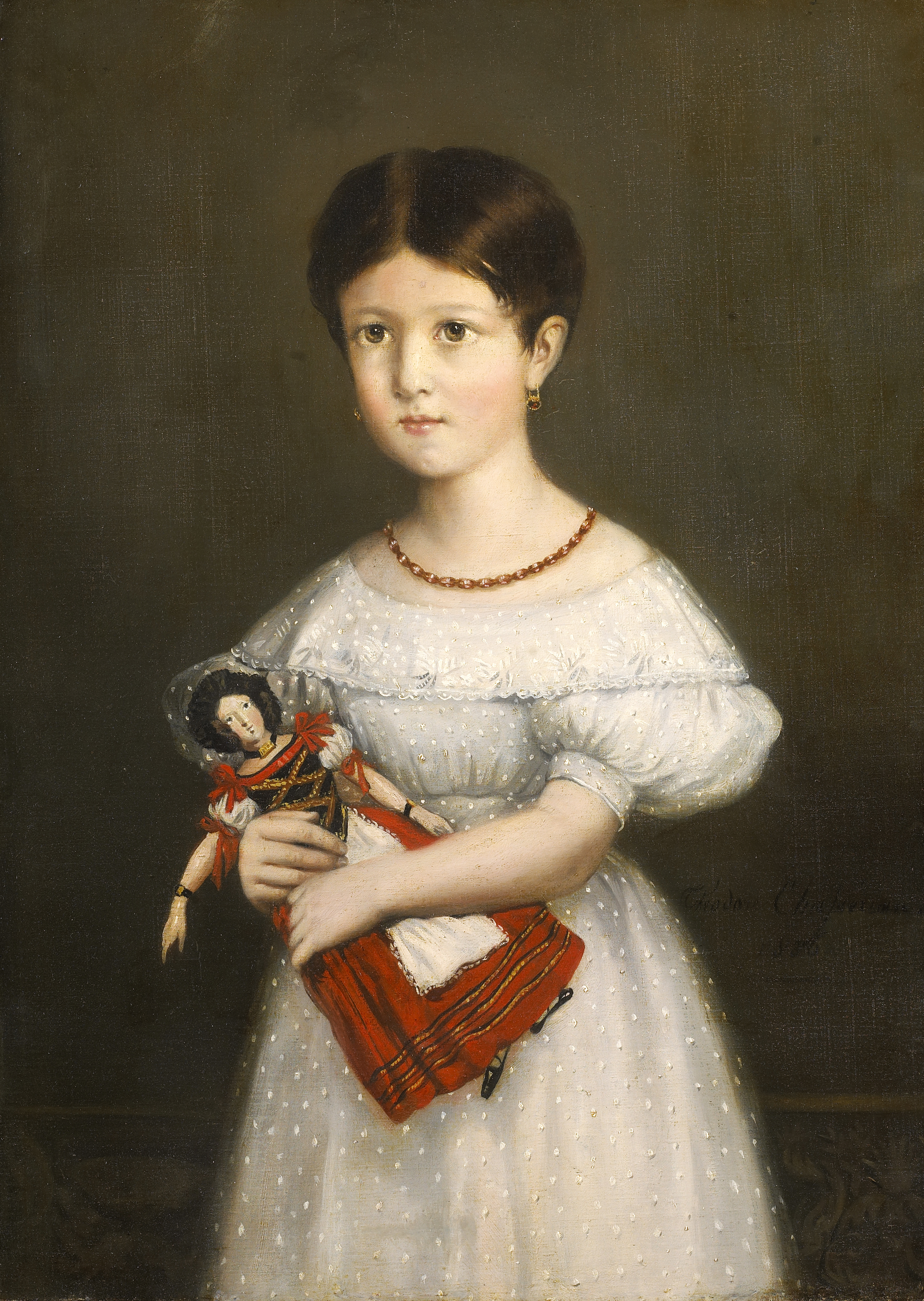
L'Enfant et la Poupée, portrait de Laure Stéphanie Pierrugues peint par Théodore Chassériau (1836) - Huile sur toile, 79,5 x 57 cm, Coll. privée.

Une poupée (du latin pupa, « petite fille ») est une représentation stylisée d'un humain, souvent un bébé, un enfant ou une femme adulte, destinée à l'amusement des enfants ou en décoration. Elle est habituellement réalisée en matière plastique depuis environ un demi-siècle et le plus souvent proposée vêtue.

## Description
La grande majorité des poupées sont des jouets pour enfants, habituellement des filles. Certaines sont purement décoratives ou encore ont une signification culturelle, parfois liée à des cérémonies ou des rituels - autrefois surtout -, et représentent plus rarement une divinité.
Il existe une grande variété de poupées : poupées à corps raides ou articulés (le modèle le plus courant), poupées souples (avec le corps en tissu rembourré parfois mousse synthétique), poupées de mode (les plus recherchées des collectionneurs), poupées phonographes (marcheuses ou parlantes), baigneurs (nouveau-nés) et poupées mannequins (de nos jours de taille plus réduite à garde-robe développée, telle Bleuette, poupée vedette de la première moitié du XXe siècle ou Barbie ou encore les Bratz). Elles sont de tailles très variables.
Toute poupée peut donner lieu à un début de collection qui s'orientera avec la recherche et selon le goût : bois, biscuit, porcelaine, papier mâché, celluloïd, Rhodoïd, cire, feutre, tissu ou plastique. Les collectionneurs de poupées sont des plangonophiles, terme « savant » venant du latin mais non reconnu officiellement. Elle est différente de la figurine, laquelle est généralement composée de plastique et de métal. Par ailleurs, la figurine est souvent commercialisée dans le but de promotion, produit dérivé de feuilletons télévisés qui mettent en scène les personnages représentés. Les figurines modernes, tel G.I. Joe, sont souvent mises sur le marché pour les "garçons", cependant tout le monde peut y jouer et les collectionner, peu importe son genre.
Au Japon, il existe une industrie qui crée des poupées de jeunes filles admirées pour leur beauté physique. Leur coût est élevé, puisqu'elles sont fabriquées à la main en petites quantités. Hina matsuri est une fête annuelle japonaise qui met en valeur les poupées.

## Historique

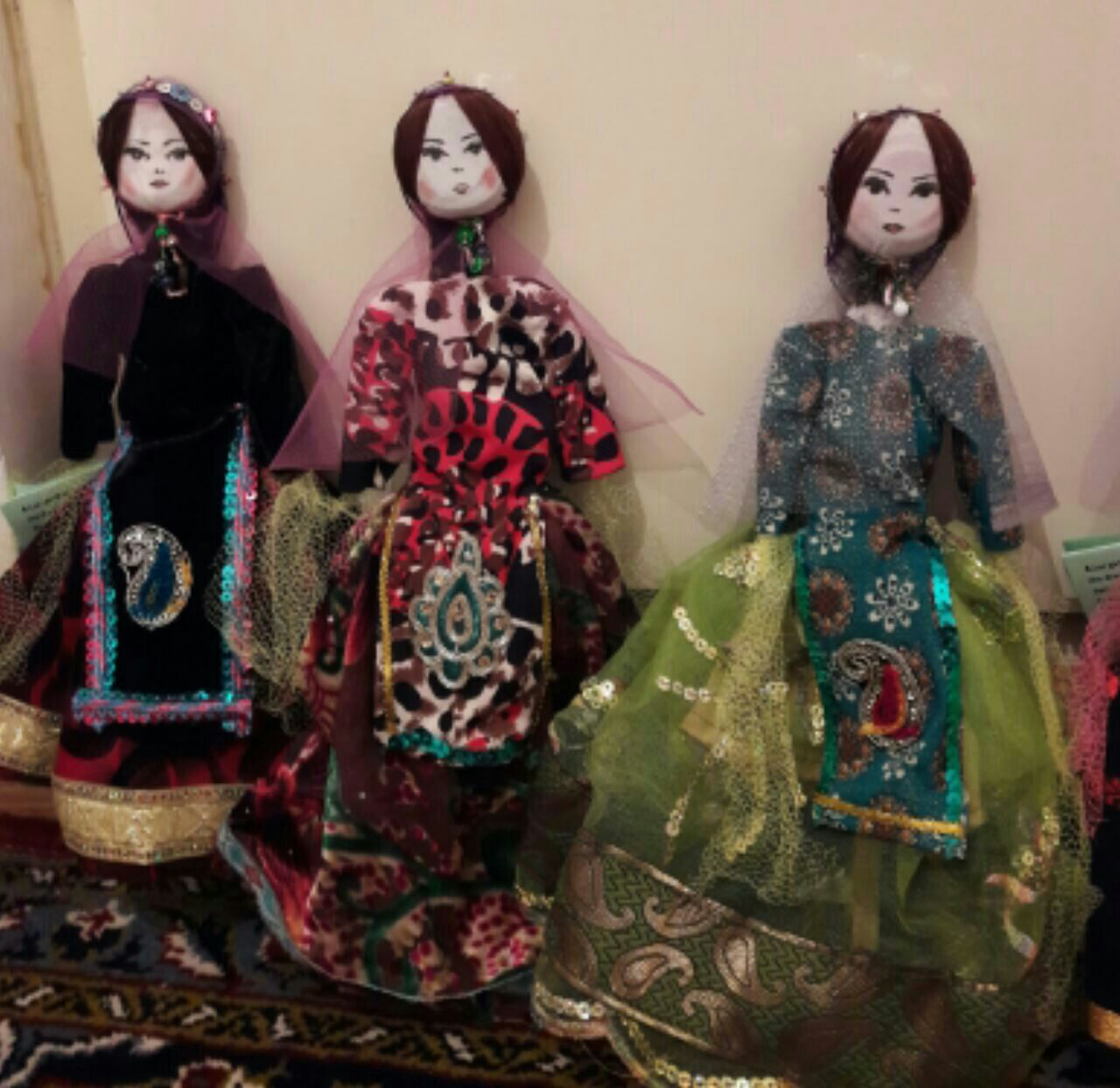
Des laylis, poupées traditionnelles iraniennes.

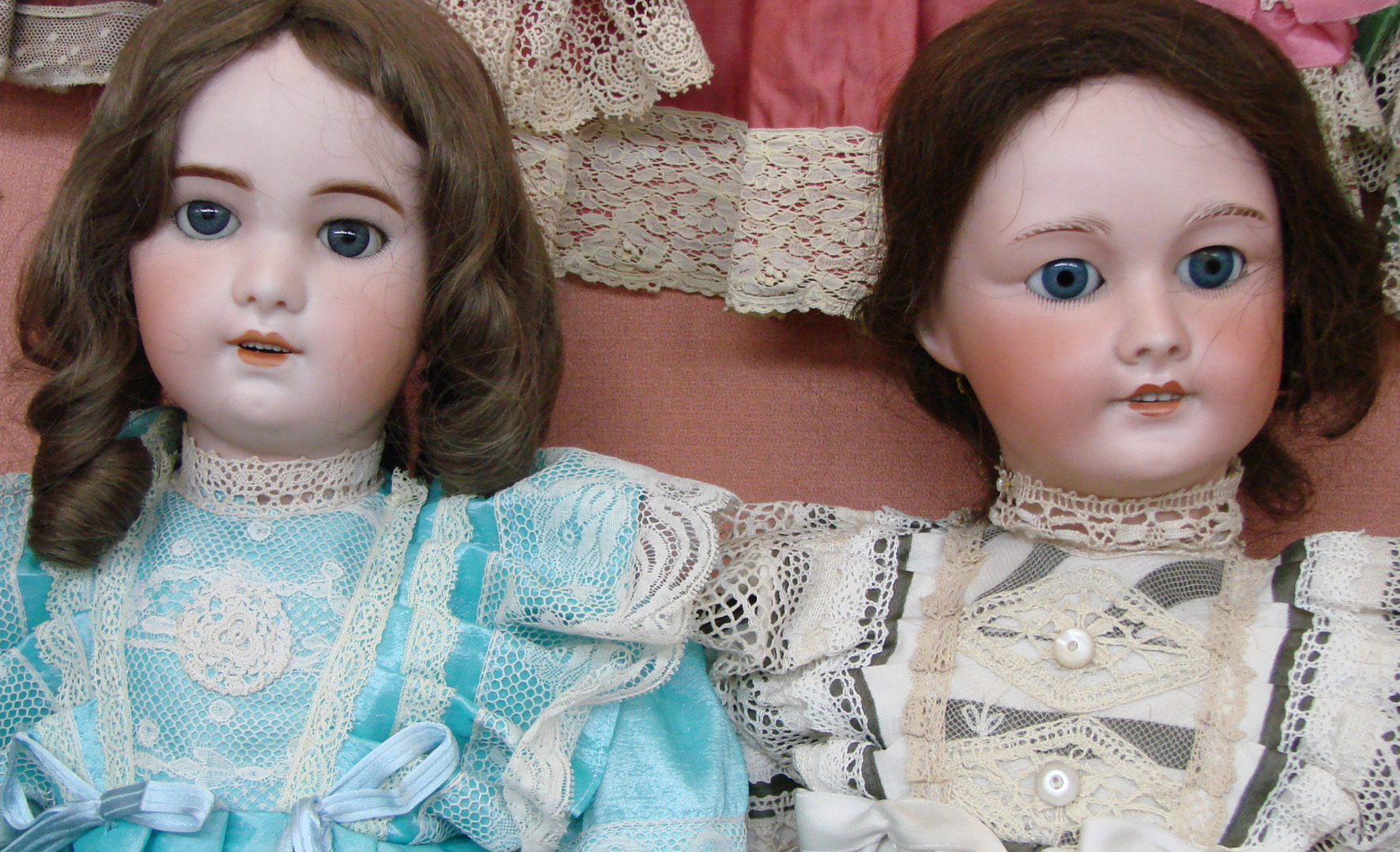
Poupées anciennes.

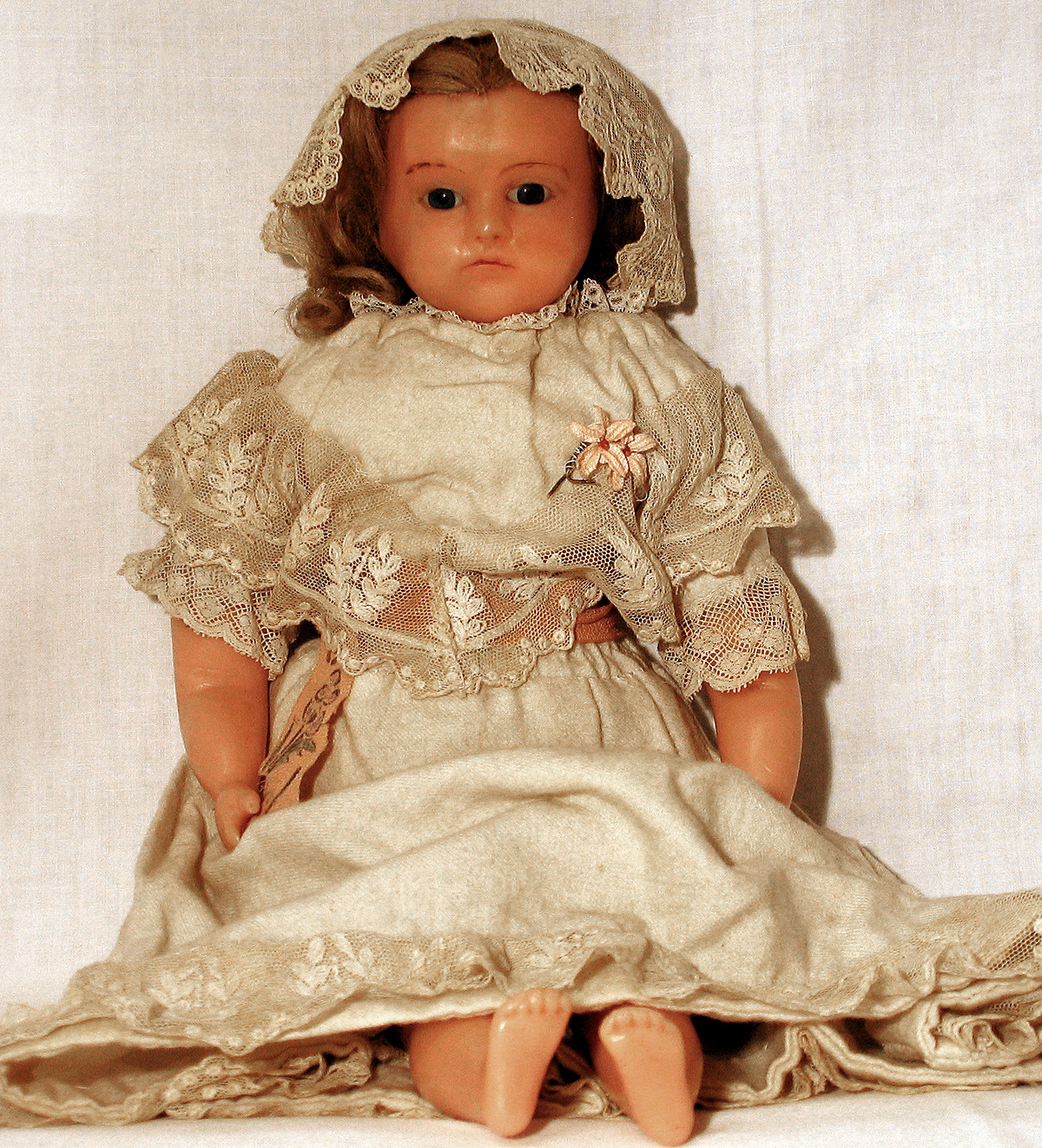
Poupée de cire Pierotti, Londres, vers 1880

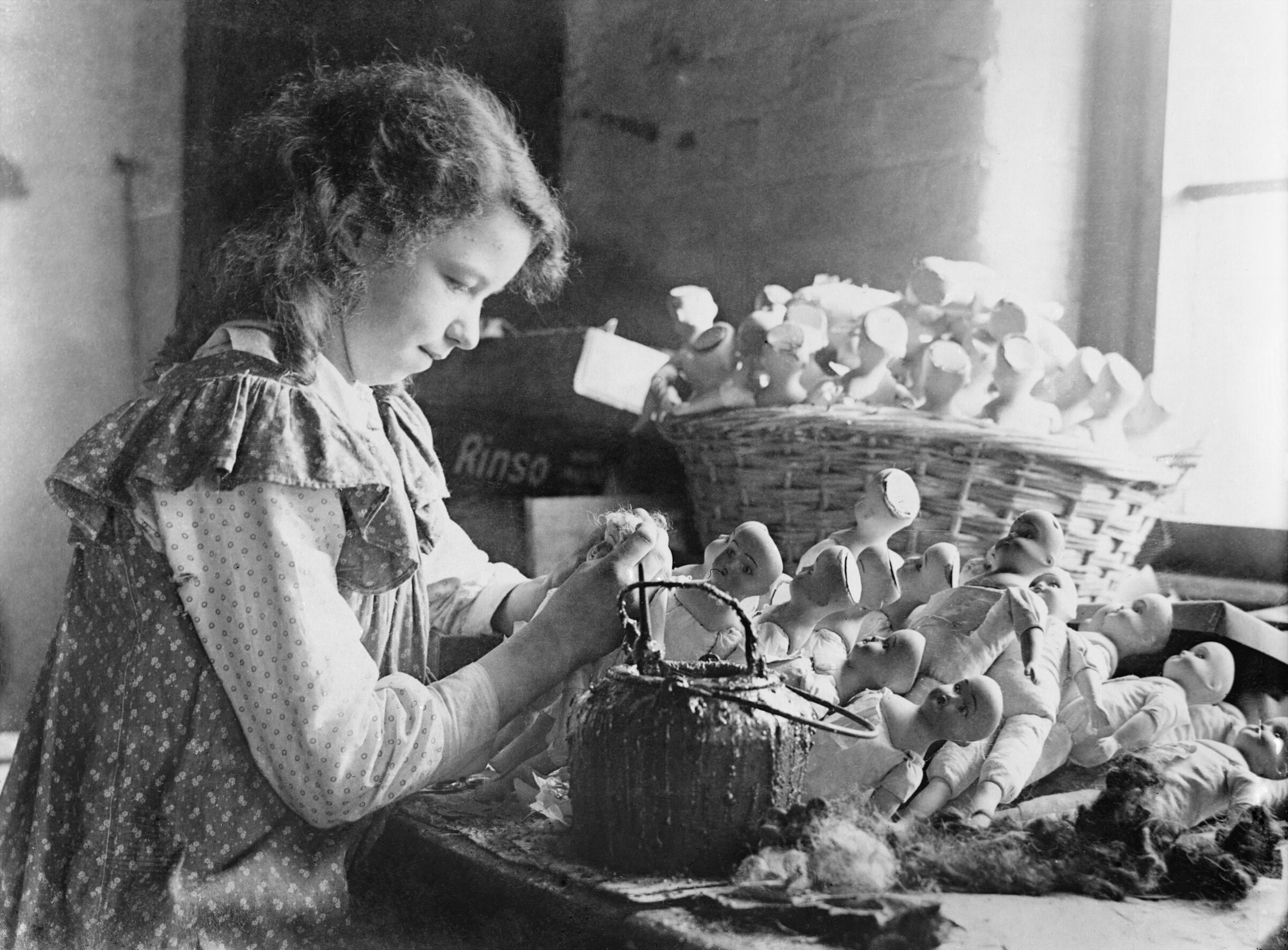
Fabrication de poupées. Angleterre. Première Guerre mondiale

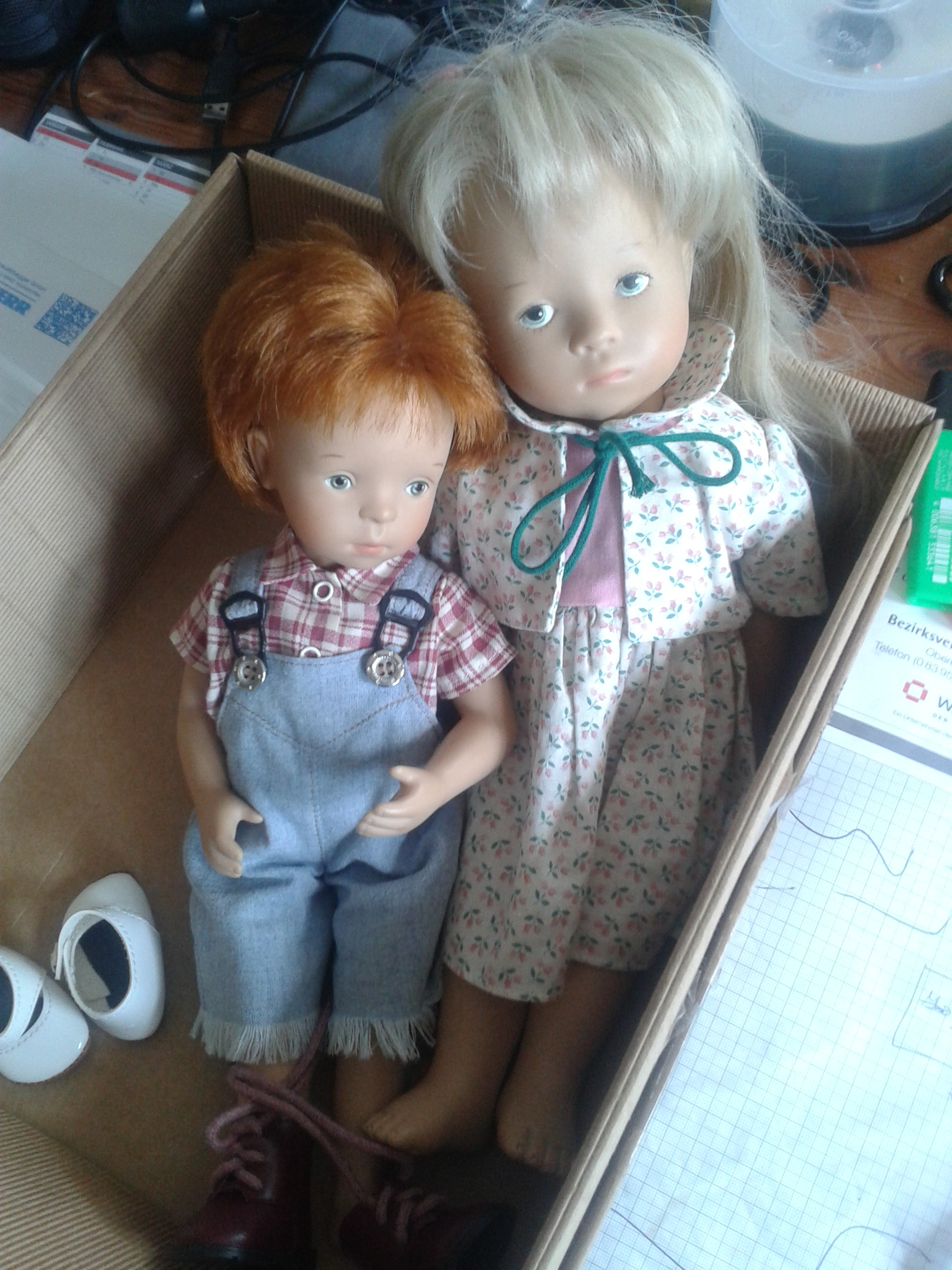
Poupées de Sylvia Natterer.

### Antiquité
L'archéologie place les poupées comme étant possiblement les premiers jouets connus. Certaines ont été trouvées dans des tombeaux d'enfants égyptiens, lesquels datent du XXe siècle av. J.-C. Ce sont des figurines en terre cuite, en bois, en os, en cire, en ivoire, en jade. Ces poupées pouvaient aussi avoir une fonction plus rituelle dans le cadre funéraire égyptien (comme les paddle doll en bois). En effet, au lieu d'être de simples jouets, elles pouvaient être des représentations de la jeune défunte idéalisée selon Ollivier-Beauregard. Dès le Ve siècle av. J.-C., on trouve des figurines mobiles, les bras et les jambes sont mobiles, l'articulation des membres est un critère de l'adaptation à l'activité ludique.
Les articulations se font aux bras, mais aussi aux genoux. Elle est très répandue et son commerce va dans tout le bassin méditerranéen grâce aux marchands de céramique. Les Chinois ont été parmi les premiers à fabriquer des poupées en porcelaine. 

#### Grèce antique
En Grèce antique,  l'artisan du village utilise des chutes de bois ou de terre pour fabriquer des poupées et, pour la fabrication en série, ce sont ceux qui habituellement fabriquent des poupées votives et acceptent de fabriquer des poupées pour jouer si on leur demande en grande quantité. Elles ont de 20 à 25 cm de hauteur. Elles représentent une petite fille, mais aussi des personnages de la rue : des danseurs, des comédiens, des soldats. Elles sont faites avec des moules. La poupée est entre la réduction de l'image humaine, la statuette, qui a un côté magique et le jouet. Ce sont des jouets, mais elles ont peut-être aussi une valeur religieuse. Elles servent au culte domestique, funéraires comme ex-voto d'un pèlerinage. C'est aussi l'instrument du sorcier.

#### Rome antique
À Rome, au berceau, les jouets de l'enfant sont consacrés à Bacchus et, dans la tombe, aux dieux infernaux. Elles sont en os, en ivoire ou en bois dur. 
Les poupées romaines de l'époque impériale sont représentées comme des femmes adultes nues destinées à être habillées de vêtements de tissus, dont certains sont aujourd'hui conservés sous forme de fragments résiduels. Un soin particulier est apporté au rendu du visage et des mains. Les poupées sont des jouets du quotidien. Au moment du mariage, elles sont offertes aux dieux lares et à Vénus, symbolisant la sortie de l'enfance et le passage à l'âge adulte. Les jeunes filles qui meurent avant le mariage emportent leur jouet dans la tombe. Quand elle a un enfant, la femme va suspendre au temple une image du nourrisson.

### Moyen Âge
Pour le Moyen Âge, aucun renseignement n'est disponible[réf. nécessaire]. Certaines poupées du XIIIe siècle ont subsisté jusqu'à nous (en montre à Strasbourg). Ce sont des figurines de terre cuite : dames et cavaliers. Elles sont moulées en un seul bloc et ont une belle expression.

### Renaissance
Au XVIe siècle apparaissent les premières poupées fabriquées par les artisans pour les enfants de l'aristocratie. Elles sont faites en bois et en chiffon. 
Vers la fin du siècle, la poupée mannequin, dont le but est de promouvoir la mode française à l'étranger, est créée. C'est un objet de retransmission de la mode et d'ornementation, aussi bien qu'un objet enfantin. C'est plus le double de la petite fille qu'un poupon. Les villes de Nuremberg et de Hambourg sont connues pour leurs poupées en bois de buis. Ce sont des centres importants de fabrication de poupées. 
À Paris, les bimbelotiers, les premiers « fabricants de poupées », font de belles poupées, bien habillées et coquettes. En 1571, la duchesse de Bavière en commande plusieurs. On fabrique aussi des poupées à 1 franc. En 1540, un document mentionne des poupées fabriquées avec un mélange de terre, de papier et de plâtre.

### Époque moderne
Au XVIIe siècle et au XVIIIe siècle apparaissent des poupées plus raffinées, aux yeux de verre, avec les membres en peau et les cheveux peints. Les matériaux se diversifient : cire, papier mâché et cire moulée sur papier mâché. Cela permet d'obtenir des poupées meilleur marché.  
Au XVIIIe siècle, les poupées de cire sont fabriquées pour les enfants riches, et sont de plus en plus fragiles et luxueuses. Les productions sont de deux familles italiennes émigrées à Londres : Pierotti et Motanari. Elles font la concurrence aux fabricants français.
En 1700, à Nuremberg, les fabricants de poupées sont soumis à des règles de fabrication très strictes. Ces poupées étaient fabriquées en carton-pierre sorte de papier mâché. Les modistes, les couturières et les coiffeurs en font des poupées mannequins. Elles diffusent la mode parisienne.

### XIXesiècle
Au XIXe siècle, la fabrication industrielle remplace le travail des artisans. La poupée possède un corps raide en bois gainé de peau, les membres sont en tissu ou en peau bourrée de sciure de bois. La tête est en papier mâché avec des yeux de verre et les cheveux peints. Elle est de plus en plus réaliste, son cou pivote. 
Elles auront ensuite généralement la tête en biscuit.
C'est également au début du XIXe siècle qu'apparait un nouvel objet littéraire : les mémoires de poupées. Le premier ouvrage recensé date de 1806, et s'intitule Jeux de la poupée, du graveur A. Noël.
Lors de l'Exposition universelle de 1878 à Paris, un nouveau type de poupée fait son apparition sur le marché : « le bébé » à tête en biscuit, qui représente désormais l’enfant de 3 à 12 ans.
L’apparition du « bébé » correspond au formidable essor international de l’industrie française de la poupée et du jouet. Les principaux fabricants de cette époque sont Jumeau, Bru, Gaultier, Steiner, Fleischmann, mais aussi Thuillier, Schmitt, May et Halopeau. En 1899, quoique très populaires, les principaux fabricants français de poupées se réunissent dans une société unique, la Société française de bébés et jouets (SFBJ) pour tenter d’endiguer la concurrence étrangère, notamment allemande. La nouveauté de la production de la SFBJ a consisté en une série de « bébés de caractère » aux traits expressifs et aux proportions de très jeunes enfants, voire de nouveau-nés. Avec la première guerre, puis les « années folles », de nouveaux matériaux concurrencent le biscuit dans la fabrication de poupées : le celluloïd, le tissu bourré, la feutrine, entre autres avec les poupées Steiff et Käthe Kruse (Allemagne), Lenci (Italie), Kamkins (E.U.) et Vénus (France) pour les plus connues.
Simultanément, un nouveau type morphologique de poupée s’impose sur le marché : le « poupon » à corps mou qui représente le nouveau-né, avec une grosse tête sans cheveux et des yeux qu’on dit « vivants », puisqu’ils regardent aussi sur le côté.
Au moment où l'hygiène prend de l'importance, on apprend à laver les « baigneurs », mais on continue avec le chiffon, le caoutchouc et le carton bouilli. 
Les principaux fabricants français de cette génération, en plus de la SFBJ, sont les fabricants de poupées en celluloïd : Petitcollin, la SNF (Société Nobel française) et Convert à Oyonnax dans l'Ain.

### XXesiècle
Les revues enfantines assurent également la promotion de poupées « prime », dont Bleuette de La Semaine de Suzette est certainement la plus célèbre avec son riche trousseau acheté tout fait ou confectionné par les fillettes à partir des patrons de la revue.
La deuxième moitié du XXe siècle voit le développement des nouvelles matières plastiques et l’abandon progressif de tous les autres matériaux. En revanche, la variété des poupées fabriquées à cette époque est exceptionnelle : les poupées classiques côtoient aussi bien les baigneurs que les toutes nouvelles poupées mannequins, poupons à corps mou que les poupées caricaturales ou humoristiques.
La poupée mannequin lancée entre 1956 et 1959 par les Américains, Barbie, est née avec la mixité. Ce n'est pas une poupée de maternage, mais d'identification. En France, les principales concurrentes de Barbie sont Cathie et Tressy de Bella, ainsi que Mily et Dolly de Gégé. 
En 1951, la revue féminine Modes et Travaux proposa en exclusivité des poupées pour lesquelles paraissaient tous les mois des patrons permettant de leur constituer une garde-robe. Françoise, Michel et les autres remportent encore aujourd’hui un franc succès auprès des collectionneurs.
Marie-Anne Le Minor, à Pont-l'Abbé, a développé à partir de 1937, mais surtout pendant la période de l'après-guerre un atelier d'habillage de poupées vêtues de costumes folkloriques des divers pays bretons, mais aussi des diverses régions françaises.
Les principales entreprises qui utilisent encore du celluloïd sont Petitcollin, Nobel, Convert, et Maréchal. Mais les nouvelles entreprises qui s’imposent avec les nouvelles matières plastiques s’appellent Bella, Gégé, Clodrey et, beaucoup plus tard, Corolle. L'usage du celluloïd a été supprimé pour les poupées en 1960, entre autres parce qu'il était inflammable. L'électronique sert à faire parler les poupées, les microprocesseurs sont source de comportements divers. L'alternative entre la poupée adulte et enfant subsiste. 
La concurrence de la production asiatique et l'augmentation des prix des matières premières dus aux chocs pétroliers ont engendré des difficultés économiques qui ont précipité la chute des grandes entreprises françaises de poupées (Bella, Gégé, Raynal et Clodrey).
Face à la prépondérance de Barbie, la société Corolle, créée par Catherine Réfabert en 1978 et rachetée par Mattel, représente environ 18 % du marché grâce à un positionnement haut de gamme. Jusqu'en 2004, la plupart des poupées Corolle sont fabriquées en France

## Poupées noires
Après la période coloniale, l'industrialisation des poupées se fait uniquement sous des traits occidentaux, y compris pour les modèles vendus en Afrique. La poupée noire de série est réintroduite dans la série des Barbie en 1968 avec Christie et Corolle suit en 1984, mais il ne s'agit que de poupées blanches à la peau plus foncée et aux cheveux noirs. Mattel attendra le lancement de Shani en 1991 pour donner à ses poupées noires des traits différents (comme un nez et des lèvres plus larges) sans être caricaturaux. Au XXIe siècle, la diffusion des poupées noires s'accroît tant dans les pays occidentaux métissés qu'en Afrique.
Lancée en 1993, la première poupée noire populaire aux États-Unis est Addy Walker, lancée par la marque American Girl, spécialisée dans les poupées historiques. Avec un arrière-plan historique réfléchi avec l'aide d'historiens et de spécialistes, Addy est présentée comme une jeune esclave qui s'enfuit avec sa mère pour conquérir sa liberté à la fin du XIXe siècle. Ses cheveux qui légèrement frisés. La deuxième poupée afro-américaine, Cécile Rey, devant représenter une femme de la Louisiane des années 1850, n'est lancée qu'en 2011 puis remisée en 2014. Lancée en 2016, Melody Ellison est une aspirante chanteuse des années 1960 aux cheveux lisses, mais est surtout la première poupée de la marque dont l'histoire la situe après l'abolition de l'esclavage,.

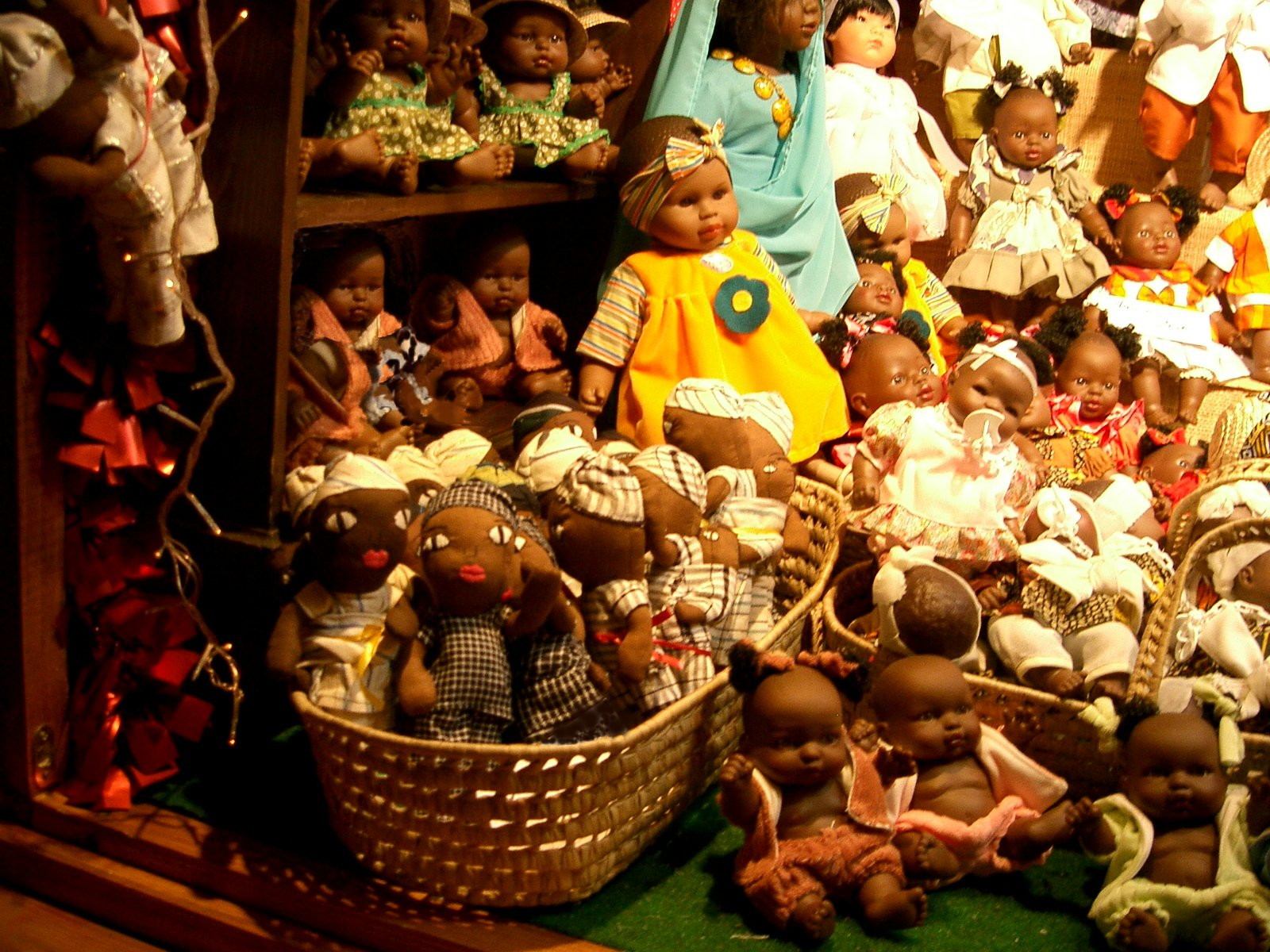
Stand de vente de poupées noires à Aix-en-Provence en 2006.

Au XIXe siècle et au début du XXe siècle, les poupées noires de tissu ou de chiffon sont fabriquées par des Afro-Américaines anonymes, notamment des nounous du Sud esclavagiste,. Face aux poupées dominantes, la fabrication de poupées noires uniques est théorisée comme un acte de résistance symbolique dans les années 1910 par des intellectuels afro-américains comme Booker T. Washington ou Marcus Garvey.
La poupée noire a cependant été fabriquée en Europe depuis les années 1850 et une production industrielle s’est développée dès le tout début du XXe siècle, mais dans un contexte colonial. En Grande-Bretagne, le golliwog est une poupée de chiffon ou d'étoffe très populaire représentant une personne noire avec des traits caricaturaux, dont en évidence son rôle dans la diffusion des stéréotypes racistes est mis en lumière dans la deuxième partie du XXe siècle. En France, les poupées de porcelaine, de chiffon et de celluloïd portent des noms aux relents racistes, comme « Bambouli » et « Bamboula » en costume antillais ou culotte à la mode du moment de la marque Urika. Créé en vue de l’exposition coloniale de 1931, le modèle « Negri » de la marque Petitcollin est le plus souvent proposé nu ou avec un pagne de raphia et des anneaux d’oreilles. Il faut attendre les indépendances des pays africains pour que le catalogue devienne progressivement moins caricatural.
Les années 2010 voient de nombreux créateurs africains se lancer dans les poupées : la burkinabè Abibou Mare, le Nigérian Taofick Okoya, la Franco-Camerounaise Manuella Njomkam, l’Ivoirienne Sara Coulibaly avec Naima Dolls, l’Ivoirienne Fatoumata Koné, avec ses modèles féminins mais aussi masculins. Au-delà de leurs carnations foncées, ces poupées mettent en valeur les beautés noires et métisses, avec cheveux crépus ou frisés, mais aussi en valorisant les cultures africaines et en utilisant des vêtements ou des tissages de mode africaine (wax, du madras, le pagne kita, etc.).

### Influence sociologique
Dans des études menées dans les années 1950, les pédopsychiatres afro-américains Kenneth et Mamie Clark ont créé le test dit « de la poupée noire » pour mettre en évidence les effets du racisme sur les enfants noirs. Le test met en jeu des fillettes et de jeunes garçons noirs avec deux poupons, l’un blanc, l’autre noir. Quand il leur est demandé de désigner le plus gentil, le plus joli, le plus moche, le plus méchant et celui auquel il s'identifie, une majorité d'enfants attribuent immédiatement les qualités positives au bébé blanc et les négatives au noir, tout en s’identifiant, après un temps d’hésitation, au poupon noir,. La valorisation de la diversité des poupées et des corps est ainsi vue comme un moyen de lutter contre des pratiques telles l'éclaircissement de la peau.